# Margaux Ponchelet
Margaux Ponchelet, née le 3 octobre 1989 à Paris, est une actrice française. Elle a été remarquée dans la série Plus belle la vie.

## Biographie
Elle a été élève au Cours Fréderic Jacquot. Elle a joué dans des films, courts-métrages, pièces de théâtre et à la télévision où elle s'est fait remarquer.
Elle pratique l'équitation à haut niveau.

## Filmographie

### Cinéma
- The prevention society : Court-métrage de l'une de ses sœurs.
- Une Fumée de Larmes : Court Métrage de Jessica Perrin
- Percer l'amitié : Court-métrage de Sarah Cornier (rôle de la fille, rôle principal)
- Le Bruit des Talons : long-métrage de Sabrine Nuchi-2013 (rôle : Jenny)

### Télévision
- 2009 : Les Ados : réalisé par Vincent Canaple, dans le rôle de Laura (rôle principal)
- 2010 : Plus belle la vie - Mélody Truman
- 2011 - 2012 : Les Mystères de l'amour - Clara
- 2012 : Groland
- 2013 : Platane - une serveuse
- 2013 : Le Jour où tout a basculé - Alizée (Le casting vire au cauchemar) et Julie (Mon petit-ami a abusé de moi)
- 2016 : Caïn : Saison 4, épisode 2, Léa, scène de nu intégral

## Théâtre
- 2009 : Lilith la véritable histoire d'Adam et Eve : De Jean d'Ucel, dans le rôle d'Eve, Festival d'Avignon 2009
- 2008 : La ballade des planches : de Jean-Paul Alègre, mise en scène Charlotte Gachon et Pauline Garnier
- 2007 : La ronde, d'Arthur Schlindzer, rôle de la grisette.

## Publicités
- Sunrise : Spot Tv pour la télévision Suisse
- Photos pour la Prévention routière, Macif, Fly,   Le coq sportif